# 假蛇尾草
假蛇尾草（学名：Heteropholis cochinchinensis）为禾本科假蛇尾草属下的一个种。

## 扩展阅读
- 維基物種上的相關：假蛇尾草